# Resolució 2392 del Consell de Seguretat de les Nacions Unides
La Resolució 2392 del Consell de Seguretat de les Nacions Unides fou adoptada per unanimitat el 14 de desembre de 2017. El Consell va ampliar el mandat de la Missió de les Nacions Unides al Sudan del Sud (UNMISS) per mig any fins al 15 de març de 2018.

## Observacions
Després de cinc anys de guerra civil, la situació al Sudan del Sud continuava empitjorant, i totes les parts del conflicte n'eren responsables. Les entregues d'ajuda eren obstaculitzades, no es van complir amb una treva proposada pel govern i les parts importants de l'acord de pau de 2015 es van quedar sense carta.
El president nord-americà Donald Trump volia retirar les forces de manteniment de la pau de l'ONU. La seva enviada a l'ONU, Nikki Haley, va dir que fins i tot el govern del Sudan del Sud no estava cooperant, per la qual cosa la missió hauria de ser revisada. El secretari general de l'ONU, António Guterres, volia reformar les forces de manteniment de la pau. Va dir que "de vegades les tropes eren enviades a llocs on no hi havia pau per mantenir". La UNMISS comptava amb més de 14.000 soldats i costava uns 900 milions d'euros anuals.
La UNMISS també va sofrir incendis després de diversos incidents en què els mantenidors de la pau no van protegir els civils durant la lluita. En les batalles a la capital, Juba, els mantenidors de la pau xinesos van abandonar els seus càrrecs deixant enrere les armes i municions. En un altre cas, els cascos blaus no van ajudar quan un exèrcit governamental va atacar un campament proper als treballadors de l'ajuda. Segons un informe, els batallons xinesos i etíops es van negar a deixar la seva base. Les sis bases de protecció de civils, on es van atendre a uns 200.000 civils, van ser atacades en diverses ocasions.
Un informe d'António Guterres va recomanar que la missió s'ampliés per dos mesos fins que es completés una avaluació estratègica de les operacions.